# Tomas Vitonis
Tomas Vitonis (Rokiškis, 19 settembre 1991) è un lunghista lituano.

## Biografia
Avvicinatosi allo sport durante gli anni scolastici, approdando da ultimo all'atletica leggera durante l'adolescenza, Vitonis ha gareggiato soprattutto a livello regionale fino al 2013 quando ha esordito internazionalmente agli Europei indoor in Svezia. L'anno seguente ha preso parte agli Europei in Svizzera, senza avanzare in finale.

## Palmarès
| Anno | Manifestazione | Sede     | Evento         | Risultato | Prestazione | Note |
| ---- | -------------- | -------- | -------------- | --------- | ----------- | ---- |
| 2013 | Europei indoor | Göteborg | Salto in lungo | 18º (q)   | 7,56 m      |      |
| 2013 | Europei U23    | Tampere  | Salto in lungo | 14º (q)   | 7,38 m      |      |
| 2014 | Europei        | Zurigo   | Salto in lungo | 16º (q)   | 7,68 m      |      |

## Altri campionati internazionali
2014
- agli Europei a squadre (1st League) ( Tallinn), salto in lungo - 7,99 m